# Ruginești (okręg Vrancea)
Ruginești – wieś w Rumunii, w okręgu Vrancea, w gminie Ruginești. W 2011 roku liczyła 1660
mieszkańców